# 馬爾丹尼斯 (印第安納州)
馬爾丹尼斯（英語：Mardenis）是位於美國印地安納州亨廷頓縣的一個非建制地區。該地的面積和人口皆未知。